# Олд-Фордж (округ Лекаванна, Пенсільванія)
Олд-Фордж (англ. Old Forge) — місто (англ. borough) в США, в окрузі Лекаванна штату Пенсільванія. Населення — 8497 осіб (2020).

## Географія
Олд-Фордж розташований за координатами 41°22′14″ пн. ш. 75°44′27″ зх. д. / 41.37056° пн. ш. 75.74083° зх. д. (41.370479, -75.740855).  За даними Бюро перепису населення США в 2010 році місто мало площу 8,84 км², уся площа — суходіл.

### Клімат
| Клімат : Олд-Фордж    | Клімат : Олд-Фордж | Клімат : Олд-Фордж | Клімат : Олд-Фордж | Клімат : Олд-Фордж | Клімат : Олд-Фордж | Клімат : Олд-Фордж | Клімат : Олд-Фордж | Клімат : Олд-Фордж | Клімат : Олд-Фордж | Клімат : Олд-Фордж | Клімат : Олд-Фордж | Клімат : Олд-Фордж | Клімат : Олд-Фордж |
| Показник              | Січ.               | Лют.               | Бер.               | Квіт.              | Трав.              | Черв.              | Лип.               | Серп.              | Вер.               | Жовт.              | Лист.              | Груд.              | Рік                |
| Середній максимум, °C | 1,1                | 2,8                | 8,3                | 16,1               | 23,9               | 26,7               | 28,3               | 27,8               | 23,3               | 18,3               | 11,1               | 3,9                | 16,0               |
| Середній мінімум, °C  | −7,8               | −6,7               | −2,2               | 3,3                | 8,9                | 16,7               | 21,7               | 15,6               | 11,7               | 5,6                | 1,1                | −4,4               | 5,3                |
| --------------------- | ------------------ | ------------------ | ------------------ | ------------------ | ------------------ | ------------------ | ------------------ | ------------------ | ------------------ | ------------------ | ------------------ | ------------------ | ------------------ |

## Демографія
Згідно з переписом 2010 року, у селищі мешкало 8313 осіб у 3734 домогосподарствах у складі 2276 родин. Густота населення становила 940 осіб/км².  Було 4040 помешкань (457/км²).
Расовий склад населення:
| - 96,9 % — білих - 1,0 % — чорних або афроамериканців - 0,7 % — азіатів - 0,1 % — корінних американців |

До двох чи більше рас належало 0,7 %. Частка іспаномовних становила 2,8 % від усіх жителів.
За віковим діапазоном населення розподілялося таким чином: 18,5 % — особи молодші 18 років, 61,1 % — особи у віці 18—64 років, 20,4 % — особи у віці 65 років та старші. Медіана віку мешканця становила 45,1 року. На 100 осіб жіночої статі у селищі припадало 89,1 чоловіків;  на 100 жінок у віці від 18 років та старших — 87,6 чоловіків також старших 18 років.
Середній дохід на одне домашнє господарство  становив 57 853 долари США (медіана — 48 169), а середній дохід на одну сім'ю — 65 917 доларів (медіана — 55 858). Медіана доходів становила 46 458 доларів для чоловіків та 36 350 доларів для жінок. За межею бідності перебувало 13,6 % осіб, у тому числі 23,8 % дітей у віці до 18 років та 9,6 % осіб у віці 65 років та старших.
Цивільне працевлаштоване населення становило 3971 особа. Основні галузі зайнятості: освіта, охорона здоров'я та соціальна допомога — 19,1 %, виробництво — 11,9 %, роздрібна торгівля — 11,7 %.